# Tukotuko śmiały
Tukotuko śmiały (Ctenomys viperinus) – gatunek gryzonia z rodziny tukotukowatych (Ctenomyidae). Występuje w Ameryce Południowej, gdzie odgrywa ważną rolę ekologiczną. Siedliska tukotuko śmiałego położone są w północnej części argentyńskiej prowincji Tucumán.